# Mount Herschel
Mount Herschel je hora nacházející se v Antarktidě, 2,6 km severovýchodně od hory Mount Peacock. Zeměpisné souřadnice jsou 72°12’ z. d., 169°31’ j. š. Objevena byla v roce 1841 J. C. Rossem, který ji pojmenoval po svém současníku, anglickém astronomovi Johnu Herschelovi.